# 栗豆藤属
栗豆藤属（学名：Agelaea）是牛栓藤科下的一个属，为乔木或灌木植物。该属共有50种，分布于非洲和亚洲热带地区。